# Vyšná Myšľa
Vyšná Myšľa és un poble i municipi d'Eslovàquia. Es troba a la regió de Košice, a l'est del país.

## Història
La primera referència escrita de la vila data del 1270.

## Demografia
| Godina             | 1994 | 2004   | 2014   | 2024   |
| ------------------ | ---- | ------ | ------ | ------ |
| Nombre de persones | 840  | 888    | 971    | 999    |
| Diferència         |      | +5,71% | +9,34% | +2,88% |

| Godina             | 2023 | 2024 |
| ------------------ | ---- | ---- |
| Nombre de persones | 999  | 999  |
| Diferència         |      | +0%  |